# Parviz Davudí
Parviz Davudí (en persa پرویز داوودی; Teherán, 5 de febrero de 1952-Teherán, 18 de abril de 2024) fue un economista y político iraní. Fue vicepresidente primero de Irán durante el primer mandato presidencial de Mahmud Ahmadineyad. Davudí fue doctor por la Universidad del Estado de Iowa.